# 16998 Estelleweber
A 16998 Estelleweber (ideiglenes jelöléssel 1999 CG46) a Naprendszer kisbolygóövében található aszteroida. A LINEAR projekt keretében fedezték fel 1999. február 10-én.